# Scienza post-normale
Il concetto di scienza post-normale è stato introdotto nel dibattito epistemologico da Silvio Funtowicz e Jerry Ravetz, i quali l'hanno utilizzato per designare un nuovo modello di scienza da affiancare alla scienza normale e da impiegare quando «i fatti sono incerti, i valori in discussione, gli interessi elevati e le decisioni urgenti». 

## Definizione e impianto epistemico
Per Funtowicz e Ravetz la scienza normale, che essi definiscono alla luce delle teorie di Thomas Kuhn, potrebbe operare con buoni risultati finché i livelli di incertezza sono limitati e gli interessi coinvolti sono bassi. Solo in questo campo, infatti, avrebbe senso una scienza che si basi sulla semplificazione di fenomeni complessi, sulla loro osservazione in laboratorio, su ripetibilità e falsificabilità e orientata alla ricerca della verità, peraltro provvisoria.
Invece, nei contesti in cui i livelli di incertezza sono alti e alti gli interessi in gioco, il riduzionismo implicito nel paradigma scientifico normale (tale da escludere per principio le conoscenze dei "non esperti" o quelle acquisite al di fuori del metodo scientifico classico) produrrebbe delle semplificazioni del discorso, anche mediante supposizioni culturali implicite spesso condizionate da interessi, tali da rendere inaffidabili i risultati "scientifici" e negativi, quando non disastrosi, i loro effetti.
Funtowicz e Ravetz formulano, infatti, una proposta epistemologica (appunto definita Post-Normal Science, ossia "scienza post-normale") destinata a operare in questi particolari contesti, specie dove l'elevata incertezza dei dati si accompagni a effetti altamente indeterminati e/o potenzialmente irreversibili. La proposta consiste in un allargamento dei soggetti autorizzati a partecipare alla raccolta di informazioni rilevanti e alla revisione dei documenti e delle teorie scientifiche (peer review). Tali soggetti, infatti, non dovrebbero essere solo gli esperti appartenenti alla comunità scientifica riconosciuti in una data materia, ma anche gli scienziati portatori di prospettive minoritarie, gli esperti di altri settori rilevanti, i cittadini interessati (questi ultimi, ad esempio, potrebbero apportare conoscenze tradizionali non riconosciute dalla scienza normale o opzioni sociopolitiche), nonché tutti i titolari di interessi in gioco. 
Scopo della scienza post-normale non sarebbe, quindi, l'accertamento di una "verità" per sua natura incerta, ma la raccolta di maggiori informazioni possibili per assumere  decisioni sagge che tengano conto di tutte le prospettive legittime, producano consenso e si ispirino al principio di precauzione.

## Nell'economia
Secondo Funtowicz e Ravetz il primo esempio di scienza post-normale sarebbe l'economia ecologica, la quale si proporrebbe di integrare il principio della sostenibilità ambientale all'interno degli obiettivi dell'economia tradizionale. Essa, infatti, imporrebbe di superare il punto di vista liberale tradizionale, esemplificato dalla teoria della "mano invisibile" elaborata da Adam Smith, per adottare un approccio complesso che prenda atto dell'esigenza di regole funzionali al raggiungimento degli obiettivi ecologico-economici (come la correzione dei prezzi per internalizzare le esternalità negative) e di scelte valoriali. In tale contesto, le scelte da adottare sono compresenti con informazioni incomplete, interessi alti e una pluralità di punti di vista legittimi.

## PNS ed emergenza COVID-19
Nel marzo 2020, nel pieno della crisi, un gruppo di studiosi che si riconosce nei principi della PNS pubblica sul blog dello STEPS Centre (for Social, Technological and Environmental Pathways to Sustainability) dell’Università del Sussex un pezzo , in cui affronta l’emergenza COVID-19 come un classico esempio di contesto di scienza post-normale.  “Questa pandemia - vi si legge – offre un’opportunità per ridiscutere il modo in cui produciamo conoscenza a supporto delle decisioni pubbliche nelle situazioni di crisi”

## PNS in Italia
Nel maggio 2022 è uscito un volume edito dal CNR, che raccoglie i contributi di oltre 50 autrici e autori che esplorano le sfide che la PNS rappresenta sul piano teorico e su quello delle pratiche di ricerca partecipativa e di public engagement diffuse in Italia. Il volume ospita anche le riflessioni dei due ideatori Jerome Ravetz e Silvio Futowicz, sull’attualità e sul futuro della PNS.